# Helen Plaschinski
Helen Plaschinski Farca de Finkler oder Hellen Plaschinski Farca de Finkler (* 8. April 1963) ist eine ehemalige mexikanische Schwimmerin, die bei Panamerikanischen Spielen zwei Bronzemedaillen gewann.

## Sportliche Karriere
Helen Plaschinski gewann 1977 und 1981 insgesamt drei Titel bei der Makkabiade. 1978 bei den Zentralamerika- und Karibikspielen in Mexiko-Stadt siegte Plaschinski mit der 4-mal-100-Meter-Freistilstaffel und mit der 4-mal-100-Meter-Lagnstaffel. Hinzu kam eine Bronzemedaille über 100 Meter Freistil. 1979 erschwamm sie mit beiden Staffeln die Bronzemedaille bei den Panamerikanischen Spielen in San Juan. Über 100 Meter Freistil verpasste sie als Vorlaufneunte nur knapp den Finaleinzug.
Bei den Olympischen Spielen 1980 in Moskau schwamm Plaschinski die 20. Vorlaufzeit unter 30 Teilnehmerinnen. Die mexikanische 4-mal-100-Meter-Lagenstaffel wurde Vorlaufneunte, es fehlten aber fast zwei Sekunden zum Finaleinzug. Eine Woche später erreichte die 4-mal-100-Meter-Freistilstaffel mit Isabel Reuss, Dagmar Erdman, Teresa Rivera und Helen Plaschinski das Finale und belegte den sechsten Platz mit sechs Sekunden Rückstand auf die Medaillenränge.
In den 2000er Jahren war Helen Plaschinski als Freiwasserschwimmerin aktiv. Sie stellte 2007 mit einer mexikanischen Staffel einen Rekord für die Kanaldurchquerung von England nach Frankreich auf. 2008 war sie am Sieg in einem Staffelrennen um die Insel Manhattan beteiligt.
2025 wurde Hellen Plaschinski in die International Jewish Sports Hall of Fame aufgenommen.